# Гроспашлебен
Гроспашлебен (нем. Großpaschleben) — деревня в Германии, в земле Саксония-Анхальт. Входит в состав общины Остернинбургер-Ланд района Анхальт-Биттерфельд.
Население составляет 869 человек (на 31 декабря 2006 года). Занимает площадь 9,60 км².
Впервые упоминается в 1159 году. До 31 декабря 2009 года имела статус общины (коммуны). 1 января 2010 года вместе с рядом населённых пунктов вошла в состав новой общины Остернинбургер-Ланд

## География
Гроспашлебен расположен между Бернбургом (Заале) и Кетеном (Ангальт) на окраине биосферного заповедника Речной ландшафт Средней Эльбы. В качестве населенного пункта бывшей коммуны был выделен Френц.

## История
Муниципалитет был впервые упомянут в документах в 1159 году. В честь этого места была названа дворянская семья, которая вымерла к концу 14 века. С 1602 года Гроспашлебен был собственностью семьи фон Вутенау, которая построила здесь замок, окруженный прудом, в 1706-07 году. Водный замок, ныне охраняемый памятником архитектуры, а также бывшее поместье и земельные владения тех, кто принадлежит Вутенау, были приобретены группой компаний Burchard Führer и преобразованы в дом для престарелых.
15 апреля 1945 года на этом месте был сильный обстрел американской артиллерией и также были бои, в которых погибли 26 молодых солдат Потсдамской пехотной дивизии и неизвестное количество американских солдат. Немецкие солдаты были похоронены на кладбище ул. Вюлькницер, 2, в соборной могиле размером примерно 5 × 13 м. Мэр того века Bürgermeister Bäckermeister Liebrecht посетил мертвых для их последнего упокоения и внес список мертвых. В 1952 году муниципалитет выпустил красивый большой гранитный камень, из которого на пожертвования оставшихся в живых к 1953 году был изготовлен мемориальный камень вместо выветрившихся табличек с именами.

#### Письмо
"20 Мая 1952 года от господина Либрехта и его жены. К вам пришло письмо, в котором сообщалось, что солдатская могила Bürgermeister Bäckermeister Liebrecht должна быть реконструирована и облицована гранитным камнем. Теперь это закончено. Вы получите два снимка могилы в приложении. На одной изображен камень с именами павших, и действительно, наши мальчики лежат в могиле слева направо, так же, как они читают левый ряд сверху вниз, а затем правый ряд... так говорится в письме Фрица и Марты Текриц из Дрездена от 25 сентября. В июне 1953 года родственникам немецких солдат, зачисленных в Гроспашлебен."
1 января 2010 года к ним присоединились до сих пор самостоятельные города Гроспашлебена, такие как Chörau, Diebzig, Dornbock, Drosa, Elsnigk, Zabitz, Kleinpaschleben, Libbesdorf, Micheln, Osternienburg, Reppichau, Trinum и Wulfen. Одновременно была распущена административная община Остерниенбург, в которую входили эти города.

## Герб и флаг
Герб был утвержден округом Кетен 14 июня 2007 года.
Характеристика герба: "Отделанный синим и серебряным цветом; Поле 2 - поднимающийся красный лев с выбитым языком, поле 3 - черная ворона"“
Гербовые символы основаны на гербе рода Пашлебена, вымершего в 15 веке, который был заселен в этом месте с 1244 года. Они вели поднимающегося льва с выбитым языком на своем гербе. Второй гербовый символ, ворона, относится к славянскому словосочетанию района Френц = Крёхе, которое относится к великим Пашлебенцам. Оба содержания основаны на решении Муниципального собрания от 18 сентября 2006 года.
Цвет флага: бело-голубые.
Флаг, управляемый районом Гроспашлебен, имеет две полосы 1:1 бело-синего цвета с нанесенным гербом.